# ソ連共産党の機構
ソ連共産党の機構（それんきょうさんとうのきこう）では、ソビエト連邦の独裁政党であったソビエト連邦共産党の組織・機構について記載する。

## ソ連共産党の組織
ソ連共産党は民主集中制（民主主義的中央集権制、または民主的権力統合制）に基づき、中央集権的な組織形態を採っていた。党組織は党規約によって定められた。この党規約により党は職場と地域ごとに組織された。すなわち官庁、企業、コルホーズ（集団農場）、ソフホーズ（国営農場）、軍、学校など職場ごと、または村落ごとに党員3人以上で組織される初級党組織が基礎となる。
地域的党組織は、初級党組織を基礎に、その上に地区、都市の区、市、州・地方、連邦構成共和国の各段階ごとにピラミッド型の党組織を構築し、最上級の党組織としてソビエト連邦の党組織があって、ソ連の全共産党組織を統一する形式になっていた。
党機関は、代表機関（指導機関）と執行機関に二分される。
| 段階       | 代表機関（指導機関） | 執行機関                         |
| ---------- | -------------------- | -------------------------------- |
| 連邦       | ソ連共産党大会       | ソ連共産党中央委員会             |
| 共和国     | 共和国共産党大会     | 共和国共産党中央委員会           |
| 州・地方   | 州・地方党会議       | 州・地方党委員会                 |
| 地区・市   | 地区・市党会議       | 地区・市党委員会                 |
| 職場、村落 | 初級党組織党員総会   | 初級党組織委員会またはビューロー |

執行機関は代表機関（指導機関）の選挙によって選出される。

## 党大会
5年毎に開催される党代表による集会。理論上は党全体を監督する機関であったが、共産党自体が官僚主義的になって行く中で、形骸化していった。定期党大会は5年に1回、臨時党大会は中央委員会の発意、または全党員の3分の1以上の要求によって、それぞれ中央委員会が召集する。党大会は経済・社会発展計画（五カ年計画）や、より長期の経済戦略の基本方向の決定の他、党の綱領、規約の採択と改正、中央委員会と中央監査委員会の選出、中央委員会、中央監査委員会報告の聴取と承認、当面の主要問題に関する政策についての党の戦術の決定などを行う。

## 党協議会
党大会の閉会中に党を監督する機関。通常、年に1度開催される。第1回党協議会は1905年に帝政ロシア支配下にあったフィンランド大公国のタンペレで開催された。以後、1920年代まで頻繁に開催されたが、1941年にモスクワで開催された第18回党協議会を最後に長らく開催されなかった。ミハイル・ゴルバチョフ時代の1988年に47年ぶりとなる第19回党協議会が開催され、ソ連共産党と党機関の改革、国家と共産党の関係、人民代議員大会の創設に関して活発な討論が行われ、党役員の任期が2期10年を限度とすることが決定された。
ソ連共産党協議会を参照。

## 中央委員会
党大会と党大会までの期間に、党の全活動を指導する機関。中央委員会は、党大会によって選出された中央委員（正委員）と中央委員候補により組織される。中央委員候補には評議権があるが、表決権はない。中央委員会は党の最高指令部として政治局を、政策の立案と実施、党機構の直接指導にあたる書記局を選出する。また、中央委員会には事務局の他、部門別の直属部局が設置されている。中央委員会部局は以下の通りである。

ソ連共産党中央委員会部局を参照。

### 政治局
中央委員会総会から次の中央委員会総会の党活動を指導する機関であり、事実上、ソビエト連邦における最高指導機関であった。内政、外交全般の主要な政策決定などを担当していた。政治局の名称は、レーニン時代からのものであり、スターリン時代の1952年第19回党大会では幹部会に改称されていた。ブレジネフ時代の1966年第23回党大会で政治局の名称に再度改称されている。
政治局は政治局員（正局員）と政治局員候補からなる。政治局員候補は評議権だけを持ち、表決権はない。政治局の定員は時代により変化しているが、ブレジネフ期には政治局員は16人以下、政治局員候補は9人を上回らないという内規があった。
ゴルバチョフ時代の1990年連邦構成共和国の党第一書記全員が政治局員に選出された。

### 書記局
元々、中央委員会の補助的機関であったが、ヨシフ・スターリンのもとで人事配置や組織統制等の権限を強め、ソ連共産党書記長はソ連の最高指導者と同意義となる。
スターリンの死後、ソ連は集団指導体制に移行するが、その後も書記局はソ連共産党の中において強力な権限を持ち続けるようになる。

### 組織局
1952年第19回党大会で書記局に吸収された。

### 中央監査委員会
党大会により選出され、党中央諸機関の業務、労働者からの投書や申請、苦情の処理作業、中央委員会の会計、プラウダの発行所などの党の経営する企業の監査を行い、党大会に報告する。議長は中央監査委員の中から選出される。中央監査委員は、ソ連共産党の中では中央委員より一段下に格付けされ、党中央監査委員→中央委員といった具合に昇進するコースがあった。

### 中央統制委員会
党員と党員候補の党規律に関する遵守状況を点検し、党綱領と規約、党と国家の規律を犯した党員、党員候補、党生活モラルの審判者の責任を追及するとともに、党からの除名や処罰に関する連邦構成共和国の党中央委員会、地方・州の党委員会の決定に対する上訴を審査する。中央委員会に付属して設置されている。